# Czerteż (Bieszczady)
Czerteż (słow. Čerťaž; 1071 m n.p.m., inne źródło 1072 m n.p.m.) – szczyt górski w granicznym, wododziałowym paśmie Bieszczadów Zachodnich. Przez szczyt przebiega państwowa granica polsko-słowacka.
Piesze szlaki turystyczne:
- polski  Wielka Rawka – Riaba Skała
- słowacki  Krzemieniec – Riaba Skała
- słowacki  Nová Sedlica – Czerteż